# Sólstafir
Sólstafir est un groupe islandais de post-metal formé en 1995. Son nom signifie en islandais : « rayons crépusculaires ».

## Biographie

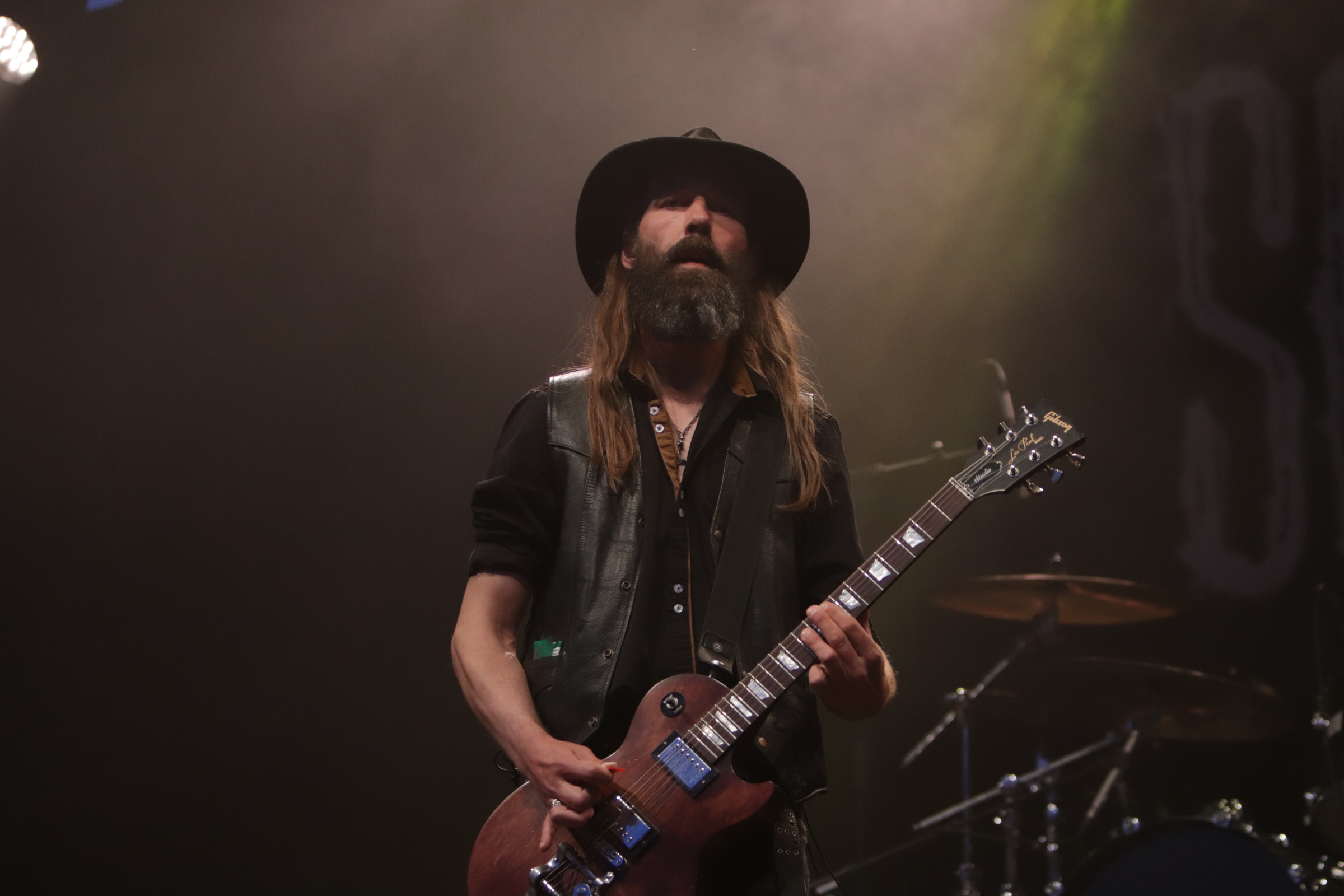
Sæþór Maríus Sæþórsson en 2019 au John Smith Festival.

Sólstafir est formé par trois amis, Aðalbjörn Tryggvason, Halldór Einarsson et Guðmundur Óli Pálmason, en janvier 1995. Plus tard dans l'année, le groupe enregistre sa première démo, Í Norðri, et quelques mois plus tard, il enregistre la deuxième, Til Valhallar. Til Valhallar n'est jamais sorti en tant que démo mais quatre des six chansons paraissent sur un EP signé par Viw Beyond Records. Il ressort en 2002 avec les six chansons.
En 1999, Sólstafir  entre en studio pour enregistrer son premier album mais, à ce moment-là, Halldór a déjà quitté le groupe. Pour l'enregistrement, Sólstafir recrute ainsi Svavar Austmann pour le remplacer. Bien que l'enregistrement de Í Blóði og Anda ait débuté en 1999, l'album ne sort qu'en 2002, à cause de divers retards et impondérables. Dans le même temps, le groupe commence à se produire sur scène en Islande et fait appel à un second guitariste, Sæþór Maríus Sæþórsson. Cette formation à quatre, enregistre une nouvelle démo en 2002 qui sortira sous le titre Black Death: The EP.
En 2004, Sólstafir commence à travailler sur son deuxième album studio. Bien que le groupe commence à percer sur la scène metal européenne, le groupe se retrouve sans label. Il envoie par conséquent trois titres à différentes sociétés de productions. Ceci ajouté à leurs premiers concerts hors d'Islande, au Danemark, leur permet de signer chez Spikefarm Records, un sous-label de Spinefarm Records. Sólstafir sort Masterpiece of Bitterness chez Spinefarm en 2005. L'album est très bien accueilli par la critique et le groupe commence à gagner en notoriété. En 2007, Sólstafir se rend à Göteborg, en Suède pour enregistrer son nouvel album, Köld. Köld sort début 2009 et, tout comme le précédent album, il est très bien accueilli par la critique. Leurs concerts enchantent par ailleurs leur auditoire européen, notamment lors du Roskilde Festival, du Wacken Open Air, etc. Sólstafir part également deux fois en tournée en Europe, en 2009 et en 2010.
Le quatrième album du groupe, intitulé Svartir Sandar, sort chez Season of Mist le 14 octobre 2011 en Europe, et le 18 octobre aux États-Unis. Une fois encore, l'album est bien accueilli ; le magazine finlandais Inferno, le site allemand metal.de, et le journal islandais Morgunblaðið sont enchantés. Le magazine finlandais Soundi le nomme par ailleurs « meilleur album heavy de l'année ». La chanson Fjara se classe en première position dans les classements de ventes islandais. Cet album « tient autant de Motörhead que de Muse ou de Mogwai. » L'album Ótta sort en 2014. Le 3 juin 2015, le batteur Guðmundur Óli Pálmason annonce son éviction du groupe à la suite d'importants conflits internes. Le groupe publie deux jours après un communiqué sur leur page Facebook, confirmant que depuis le début de leur tournée 2015, Guðmundur n'est plus membre de Sólstafir « pour des raisons personnelles irréconciliables ». Le 26 mai 2017, le groupe sort un nouvel album intitulé Berdreyminn. 
Le 6 novembre 2020, Sólstafir sort son septième album studio, Endless Twilight of Codependent Love. En 2023, Ari « Sneakers » Steinarsso remplace Hallgrímur à la batterie. En janvier 2023, ils sortent le clip du single Dionysus, et partent dans une longue tournée européenne avec Amorphis en juin 2023.

## Membres

### Membres actuels
- Aðalbjörn « Addi » Tryggvason – guitare, chant
- Svavar « Svabbi » Austmann – basse
- Sæþór Maríus « Pjúddi » Sæþórsson – guitare
- Ari « Sneakers » Steinarsson – batterie  (depuis 2023)

### Anciens membres
- Guðmundur Óli Pálmason – batterie (1995-2015)
- Halldór Einarsson – basse
- Hallgrímur Jón Hallgrímsson – batterie, voix et musiques d'ambiance (2015-2023)

## Discographie

### Albums studio
- 2002 : In Blood and Spirit
- 2005 : Masterpiece of Bitterness
- 2009 : Köld
- 2011 : Svartir Sandar
- 2014 : Ótta
- 2017 : Berdreyminn
- 2020 : Endless Twilight of Codependent Love
- 2024 : Hin Helga Kvöl

### Démos et EP
- 1995 : Í Norðri (démo)
- 1996 : Til Valhallar (EP)
- 1996 : Demo 1997 (démo)
- 1998 : Demo Promo 1998 (démo)
- 2002 : Black Death (EP)
- 2004 : Promo 2004 (EP)